# Velódromo Panamericano
El Velódromo Panamericano es un recinto deportivo ubicado en Tlaquepaque, cerca de Guadalajara, en Jalisco, México. Fue sede de los eventos de ciclismo en pista en los Juegos Panamericanos de 2011. Tiene una capacidad para recibir a 1932 espectadores, una pista de madera y ha sido descrito como uno de los mejores velódromos en América Latina. Obtuvo la aprobación de la UCI en octubre de 2011 después de la eliminación de dos pilares para mejorar las líneas de visión. El Velódromo esta a aproximadamente 1.550 metros sobre el nivel del mar, después de los juegos se dispuso que se utilizara como centro de entrenamiento de alto rendimiento.